# Tsutsui (Klan)

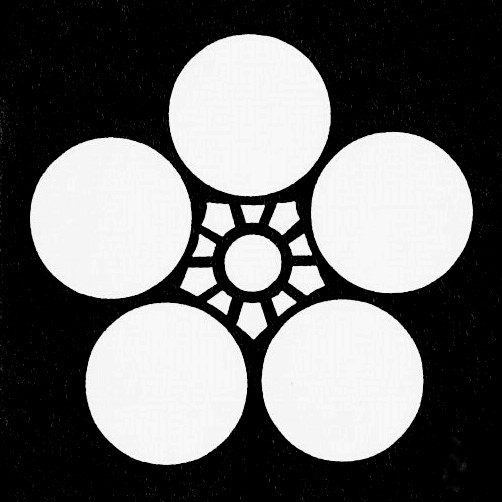
Wappen der Tsutsui
(Pflaumenblüte)

Die Tsutsui (japanisch 筒井氏, Tsutsui-shi) waren eine Familie des japanischen Schwertadels (Buke), die sich von den Fujiwara ableitete. Sie waren Vasallen des großen Tempels Kōkoku-ji in der Provinz Yamato und erhielten das Lehen Tsutsui.

## Genealogie
- Junkei (順慶; 1549–1584) wurde zunächst Fujikatsu (藤勝), dann Fujimasa (藤政) genannt. Als er den Besitz seines Vaters übernahm, war eine große Zahl seiner Samurai zu Dienst in der Armee des damals sehr mächtigen Daimyō Matsunaga Hisahide verpflichtet. Um dagegen Widerstand leisten zu können, stellte er sich unter den Schutz Oda Nobunagas, woraufhin er nicht mehr belästigt wurde. Als Hisahide gegen Nobunaga revoltierte, wurde Junkei angewiesen, ihn in seiner Burg auf dem Shigi-san (信貴山) zu belagern. Er eroberte die Burg und erhielt zur Belohnung die Provinz Yamato. – Nach dem Tode Nobunagas schloss er sich Akechi Mitsuhide an, mit dem er verwandt war. Er marschierte mit seinen Truppen nach Yamazaki, um an der Schlacht teilzunehmen. Als er jedoch die Stärke der Truppen erkannte, die auf der anderen Seite Toyotomi Hideyoshi ins Feld führte, hielt er seinen Truppen auf dem Horigatake zurück und beobachtete den Schlachtverlauf. Als Hideyoshi sich siegreich zeigte, wechselte er die Seiten und trug so zur Niederlage Mitsuhides bei. Dies Verhalten führte zu dem Beinamen „Junkei, der Wetterwendische“ (Hiyorimi[A 1] Junkei). Hideyoshi reduzierte trotz des Wechsels sein Einkommen auf 70.000 Koku.
- Sadatsugu (定次; † 1615) war ein Neffe, den Junkei 1571 als Erben adoptierte. Nach dem Tode seines Onkels erhielt er die Burg Ueno in der Provinz Iga mit einem Einkommen von 200.000 Koku[2] aus den Provinzen Yamashiro und Ise. 1585 schloss er sich Hori Hidemasa (1553–1590) bei seinem Feldzug gegen die Mönche vom Kloster Negoro an, bei dem die Mönche getötet wurden und die Tempelanlage durch Brand bis auf wenige Gebäude verloren ging. Im Jahr 1600 schloss er sich Tokugawa Ieyasu an, als dieser Uesugi Kagakatsu (上杉 景勝; 1556–1623) bekriegte. Er nahm dann an Ieyasus Seite auch an der Schlacht von Sekigahara teil. Von seinen Vasallen wegen schlechter Amtsführung angeklagt, wurde er abgesetzt und 1608 nach Matsuyama, Provinz Iyo verbannt. 1615 wurde er zum Seppuku aufgefordert. Sadatsugu hatte sich 1592 von Alessandro Valignano[2] taufen lassen.